# Pouzdřany
Pouzdřany (en allemand : Pausram) est une commune du district de Břeclav, dans la région de Moravie-du-Sud, en République tchèque. Sa population s'élevait à 765 habitants en 2020.

## Géographie
Pouzdřany se trouve à 9 km à l'ouest de Hustopeče, à 28 km au nord-ouest de Břeclav, à 30 km au sud de Brno et à 203 km au sud-est de Prague.
|  |

La commune est limitée par Vranovice et Uherčice au nord, par Popice à l'est, par Strachotín, Dolní Věstonice et Pasohlávky au sud, et par Ivaň à l'ouest.

## Histoire
La première mention écrite de la localité date de 1244.